# Chiesa dei Santi Pietro e Paolo (Crevoladossola)
La chiesa pievana dei Santi Pietro e Paolo  è un edificio religioso situato a Crevoladossola, in provincia del Verbano-Cusio-Ossola e diocesi di Novara; fa parte dell'unità pastorale di Domodossola.

## Storia
Le forme attuali della chiesa sono frutto di fasi costruttive diverse, la prima risalente al 1331, anno di edificazione della chiesa originaria ad una sola navata coincidente con la navata centrale dell'edificio attuale. La prima trasformazione avvenne tra il 1516 e il 1569 quando la chiesa venne ingrandita tramite l'erezione di un muro di sostegno nella parte meridionale e dei nuovi muri perimetrali, nelle pareti laterali dell'edificio originario furono inserite colonne in serizzo e realizzati gli archi destinati a sostenere il peso della copertura, vennero poi demolite le pareti laterali e sopraelevati i muri della navata centrale (nuovamente alzati nel 1723) aprendo alcune finestre.

## Descrizione

### Esterno
L'edificio sorge isolato su un rilievo rinforzato da una serie di arcate. Antistante vi è un sagrato chiuso da un basso muro di cinta nel quale si apre un arco d'ingresso: ai due lati dell'arco sono quattro bassorilievi raffiguranti san Pietro, san Paolo e quattro angioletti che conservano tracce di colore nelle vesti e nello sfondo, le fattezze piuttosto grossolane di queste opere fanno presumere che siano di epoca anteriore al periodo in cui la chiesa assunse le sue forme attuali (XVI secolo).
La facciata che appare monca sul lato sinistro dove si appoggia alla torre campanaria linee semplici, sopra la piccola ma elegante rosa centrale rivela l'epoca cinquecentesca della costruzione una piccola lapide la cui iscrizione riporta una scritta con data 1556. Sotto alla rosa, un bassorilievo del Cristo risorgente, scolpito su un fondo ornato ad arabeschi, sovrasta a un'antica lapide annerita recante una decina di righe in caratteri gotici illustranti la Passione.
Sotto questa lapide un attico secentesco, pressoché identico a quello presente sulla facciata della chiesa di Baceno, nasconde in gran parte tre targhe cinquecentesche, scolpite rispettivamente d'un gelso (Morone), d'una rosa (Rhodes?), e del leone simbolo della famiglia Silva. La porta maggiore, con ricchi fregi sugli stipiti e sull'architrave è di epoca seicentesca, mentre la minore a destra molto più semplice riporta la data del 1559. Otto figure di santi in bassorilievo, di stile e fattura uguali e ricordanti immediatamente il san Pietro e il san Paolo all'ingresso del sagrato, completano la decorazione della facciata. 
A fianco alla facciata si erge il campanile romanico indubbiamente anteriore alla chiesa, edificato con una pietra diversa da quella della facciata è decorato con archetti pensili ricorrenti ad ogni piano e finestre trifore conservate benché parzialmente tamponate al terzo e al quarto piano. 

Sui muri laterali si aprono piccole finestre rotonde con rose variamente lavorate, sul lato sinistro si apre una porticina con architrave datata 1535. L'abside esagonale è illuminata da bifore terminate ad arco acuto.

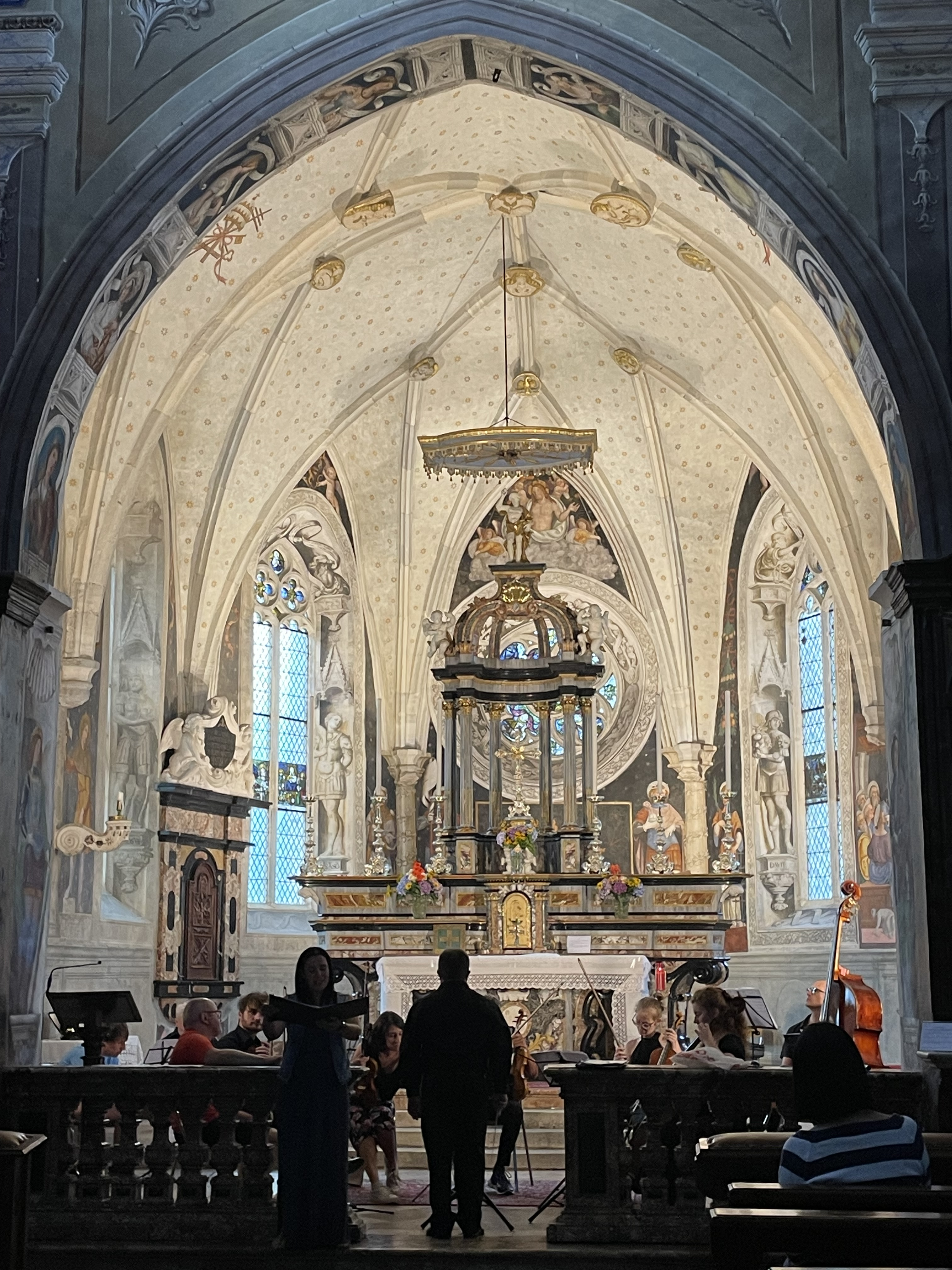
Presbiterio

### Interno

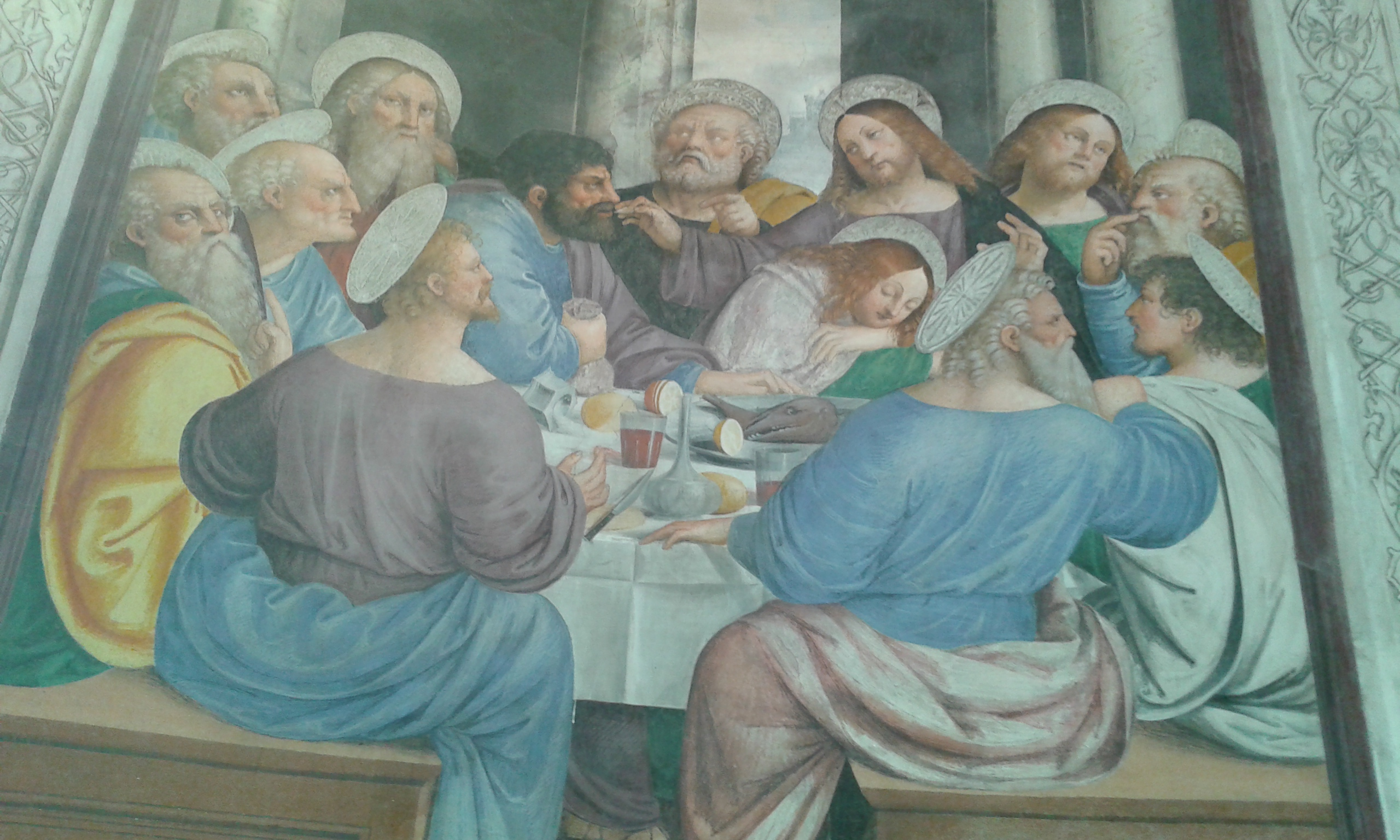
Sperindio Cagnola, ultima cena

L'interno si presenta a tre navate divise da semplici archi a tutto sesto. Le pareti del presbiterio furono affrescate nel primo Cinquecento da Sperindio Cagnola, un pittore rinascimentale attivo in area novarese seguace di Gaudenzio Ferrari, con Santi (Stefano, Vitale, Sigismondo, Lorenzo, Protaso e Gervaso, Rocco e Sebastiano), una serie di figure a monocromo,  l'Ultima cena e le Sibille a mezzobusto del sottarco. Nel tardo seicento il pittore Milanese Giovanni Sampietro, eseguì due grandi affreschi raffiguranti la crocifissione di Pietro e la conversione di S. Paolo ai lati dell'abside, in sostituzione di affreschi cinquecenteschi preesistenti.  
Il coro è arricchito da vetri istoriati rinascimentali realizzati nel 1526 dal mastro vetraio zurighese Hans Funh, che decorano le quattro finestre e la grande rosa nel fondo. Nella prima finestra san Vitale e san Marco reggono lo stemma dei Silva (il leone con le chiavi) con la colomba, il motto e il cimiero, san Biagio e san Francesco tengono lo stemma Silva dimezzato con quello dei Rhodes (l'aquila sulla ruota); nelle altre due finestre, i due stemmi si ripetono tali e quali con le immagini della Madonna e dei santi Giorgio e Barbara, più due piccole figure di personaggi genuflessi, che l'iscrizione, uguale in ambedue le finestre, identifica nei committenti Paolo Silva e la moglie Andreina. Nell'ultima finestra altri quattro santi con gli stemmi ripetono con sostanzialmente il motivo della prima.
Fra le volute marmoree nell'arco acuto che termina le finestre sono altre piccole figure sacre, i gigli di Francia con la corona, lo stemma dei Silva e in tre luoghi ripetuta la data 1526. La rosa dell'abside rappresenta santa Veronica con il sudario, i santi patroni della chiesa Pietro e Paolo e, attorno quattro angeli, i simboli degli evangelisti e quattro stemmi dei donatori Silva colle sigle PA. SIL. I vetri sono caratterizzati da colori brillanti e dalla finezza delle immagini evidente soprattutto nella piccola e danneggiata Crocifissione a destra nella parte superiore della prima finestra. 
Ai piedi dell'altare la lapide con epitaffio dedicata a Paolo Silva che qui volle essere sepolto.